# Tipula curvispina
Tipula curvispina är en tvåvingeart som beskrevs av Evgenyi Nikolayevich Savchenko 1954. Tipula curvispina ingår i släktet Tipula och familjen storharkrankar. Inga underarter finns listade i Catalogue of Life.